# Celebrity (film)
Celebrity is een Amerikaanse komische dramafilm uit 1998 geschreven en geregisseerd door Woody Allen. Het verhaal volgt de lotgevallen van Lee (Kenneth Branagh) en Robin Simon (Judy Davis), die na hun echtscheiding allebei proberen een voet tussen de deur te krijgen in de wereld van beroemde mensen.

## Rolverdeling
| Acteur                 | Personage             |
| ---------------------- | --------------------- |
| Melanie Griffith       | Nicole Oliver         |
| Winona Ryder           | Nola                  |
| Charlize Theron        | Supermodel            |
| Leonardo DiCaprio      | Brandon Darrow        |
| Judy Davis             | Robin Simon           |
| Kenneth Branagh        | Lee Simon             |
| Joe Mantegna           | Tony Gardella         |
| Isaac Mizrahi          | Bruce Bishop          |
| Bebe Neuwirth          | Nina                  |
| Famke Janssen          |                       |
| Michael Lerner         | Dr. Lupus             |
| Debra Messing          | Nieuwsgever           |
| Sam Rockwell           |                       |
| Frederique van der Wal | Vriend van supermodel |
| Gretchen Mol           | Vicky                 |